# Hamataliwa helia
Hamataliwa helia là một loài nhện trong họ Oxyopidae.
Loài này thuộc chi Hamataliwa. Hamataliwa helia được Ralph Vary Chamberlin miêu tả năm 1929.